# I Guess I Just Feel Like
Singles de John Mayer
New Light
(2018) Carry Me Away
(2019)
Clip vidéo
[vidéo] « I Guess I Just Feel Like », sur YouTube
I Guess I Just Feel Like est une chanson de l'auteur-compositeur-interprète américain John Mayer. Elle est sortie en single le 22 février 2019 chez Columbia Records. Elle est parue sur son huitième album studio Sob Rock (2021).

## Liste des pistes
| 1. | Last Train Home | 4:45 |

## Crédits
Crédits provenant de Tidal.
Musiciens
- John Mayer – voix, écriture, composition, claviers, interprète associé
- Cautious Clay – voix
- Greg Phillinganes – claviers
- Jamie Muhoberac – claviers
- Pino Palladino – basse
- Aaron Sterling – batterie
- Lenny Castro – percussion

Production
- John Mayer – production
- Chad Franscoviak – coproduction, ingénieur du son
- Curt Schneider – ingénieur du son
- Randy Merrill – mastérisation
- Mark "Spike" Stent – mixage
- Michael Freeman – ingénieur assistant
- Matt Tuggle – ingénieur assistant
- Ryan Del Vecchio – ingénieur assistant
- Ryan Lytle – ingénieur assistant

## Classements et certifications
| Classement (2019)                    | Meilleure position |
| ------------------------------------ | ------------------ |
| Canada (Digital Songs)               | 28                 |
| États-Unis (Hot 100)                 | 94                 |
| États-Unis (Adult Contemporary)      | 28                 |
| États-Unis (Adult Alternative Songs) | 22                 |
| États-Unis (Hot Rock Songs)          | 6                  |
| Nouvelle-Zélande (RMNZ Hot Singles)  | 10                 |
| Pays-Bas (Single Top 100)            | 104                |

| Classement (2019)           | Position |
| --------------------------- | -------- |
| États-Unis (Hot Rock Songs) | 69       |

### Certifications
| Pays                                                                    | Certification | Ventes certifiées |
| ----------------------------------------------------------------------- | ------------- | ----------------- |
| Australie (ARIA)                                                        | Or            | 35 000^           |
| ^Mise en rayon selon la certification xNon précisé par la certification |               |                   |

## Historique de sortie
| Région | Date            | Format                       | Label(s) | Réf.  |
| ------ | --------------- | ---------------------------- | -------- | ----- |
| Divers | 22 février 2019 | - Téléchargement - streaming | Columbia | [ 1 ] |